# 堂坂晃三
堂坂 晃三（どうざか こうぞう、1984年3月6日 - ）は、日本の男性声優。埼玉県出身。81プロデュース所属。

## 略歴
アミューズメントメディア総合学院声優学科卒業。
2007年4月、81プロデュースに所属。

## 人物
特技には柔道、早食い大食いを挙げている。

## 出演
太字はメインキャラクター。

### テレビアニメ
2005年
- ガラスの仮面（林、劇評家、松田審査員、演出家）
- だめっこどうぶつ（だめ神さま）

2006年
- ぜんまいざむらい（そば屋、町人、飛脚、ニセぜんまいA）
- .hack//Roots（PC）

2007年
- エル・カザド（賞金稼ぎ）
- Over Drive（観客）
- ゼロ デュエル・マスターズ（デュエリストD）
- 天元突破グレンラガン（バリンボー 他）
- ドージンワーク（客）
- バンブーブレード（レイミパパ）
- ぷるるんっ!しずくちゃん（おみやげ屋さん）
- ポケットモンスター ダイヤモンド&パール（巨漢）
- 流星のロックマン（サテラポリス）

2008年
- 恋姫†無双（2008年 - 2010年、アニキ、鉄牛、兵、熊、重臣 他） - 3シリーズ
- ゴルゴ13（スタッフ）
- スケアクロウマン（作業員）
- 絶対可憐チルドレン（看守、不良、隊員）
- 全力ウサギ（従業員、温泉従業員、シェフ、スーパーの店員、うなぎ屋の店主 他）
- テレパシー少女 蘭（部員B）
- 無限の住人（テキ屋）
- メジャー シリーズ（2008年 - 2009年、テスト生、谷口、審判、ホーネッツファン） - 2シリーズ

2009年
- VIPER'S CREED（記者）
- 銀魂（2009年 - 2010年、白タイツ、党員D、蜂A、式神）
- クッキンアイドル アイ!マイ!まいん!（2009年 - 2010年、肉肉ブラザーズ、果物屋店主）
- クロスゲーム（2009年 - 2010年、関口、糸山監督、高田、土田、西倉監督 他）
- ゴルゴ13（DIA監視員）
- DARKER THAN BLACK -流星の双子-（少年B）
- とある科学の超電磁砲（車上荒らし）
- 東のエデン（AKX20000）
- メタルファイト ベイブレード（2009年 - 2010年、尾上、運転手） - 2シリーズ

2010年
- 刀語（海賊A）
- 黒執事II（殺し屋）
- 心霊探偵 八雲（若い国松、小杉）
- ストライクウィッチーズ2（整備兵A）
- NARUTO -ナルト- 疾風伝（ダイコク、イルカの父、木ノ葉の暗部、火の国の臣下、町人、仮面の忍、防疫隊）
- ハートキャッチプリキュア!（大番長）
- 薄桜鬼 碧血録（旧幕兵）
- ひめチェン!おとぎちっくアイドル リルぷりっ（牛）
- BLEACH（2010年 - 2011年、刀獣、アジューカスA、ホロウ）
- もっとTo LOVEる -とらぶる-（たい焼き屋の主人）

2011年
- THE IDOLM@STER（イベント監督）
- 神様ドォルズ（工作員B）
- SKET DANCE（2011年 - 2012年、相手大将、小田倉、青沼）
- デッドマン・ワンダーランド（裁判長、万茂須、官吏、アバター、看守、遠藤）
- フラクタル（町の代表）
- よんでますよ、アザゼルさん。（下田下堂、客引き）

2012年
- 爆TECH!爆丸（2012年 - 2013年、グリフ・コウ） - 2シリーズ

2013年
- 幕末義人伝 浪漫（石川五十右衛門）

2014年
- ヒーローバンク（被害者3、本郷三四郎）
- フューチャーカード バディファイト（2014年 - 2015年、貫目赤鬼、格闘竜 デモンゴドル、野針誠一、マナブースター・メルエキム） - 2シリーズ

2016年
- おさわり探偵 なめこ栽培キット（猛牛なめこ）
- カードファイト!! ヴァンガードG ストライドゲート編（マネージャー）
- かみさまみならい ヒミツのここたま（ラップランド 小林）
- 紅殻のパンドラ（部隊長）
- この素晴らしい世界に祝福を!（2016年 - 2024年、ガリル） - 3シリーズ
- 文豪ストレイドッグス（運転手）
- モブサイコ100（匂い嗅ぎ）

2017年
- 霊剣山 叡智への資格（仙士）
- ゼロから始める魔法の書（老狩人）
- 笑ゥせぇるすまんNEW（バーテン）
- 異世界はスマートフォンとともに。（バラル）

2018年
- 一人之下 羅天大醮篇/全性篇（王藹、雲龍）
- こねこのチー ポンポンらー大旅行（ハト、住民、ハトA）
- 蒼天の拳 REGENESIS（河馬超） - 2シリーズ
- キラッとプリ☆チャン（所長）

2019年
- うちの娘の為ならば、俺はもしかしたら魔王も倒せるかもしれない。（セドリック）
- 胡蝶綺 〜若き信長〜（坂井甚介、坂井幸之介）
- 爆丸バトルプラネット（キャラス）
- 放課後さいころ倶楽部（クラウス）
- 旗揚!けものみち（マリア父）

2020年
- 邪神ちゃんドロップキック'（Dr.敗者）
- デュエル・マスターズ キング（2020年 - 2021年、門番鬼の助）
- うまよん（カメラマン、店主、サラリーマン客）

2021年
- ドラゴン、家を買う。（ミノタウロス）
- ヴァニタスの手記（2021年 - 2022年、モロー） - 2シリーズ

2024年
- 狼と香辛料 MERCHANT MEETS THE WISE WOLF（村人、露店の店主、商人）
- モブから始まる探索英雄譚（女子）

2025年
- 追放者食堂へようこそ!（奴隷商の男）

### 劇場アニメ
- 劇場版 天元突破グレンラガン 紅蓮篇（2008年、バリンボー）
- テイルズ オブ ヴェスペリア 〜The First Strike〜（2009年、ハンクス）
- レイトン教授と永遠の歌姫（2009年、デスコールの部下）
- 劇場版 銀魂 新訳紅桜篇（2010年）
- 手塚治虫のブッダ -赤い砂漠よ!美しく-（2011年）
- 伏 鉄砲娘の捕物帳（2012年）
- えんぎもん（2018年、たら福[11]）

### OVA
- 聖闘士星矢 THE LOST CANVAS 冥王神話（2011年、冥闘士）
- 珍遊記 -太郎とゆかいな仲間たち-（2009年、フンガー）
- 怪物王女「暗闇王女」（2010年、トゥルーダークウォーカー）

### Webアニメ
- 亡念のザムド（2008年、憲兵）
- モンキーピーク（2018年、岡島[12]）
- 爆丸レジェンズ（2023年、キャラス）
- T・Pぼん（2024年、時空犯罪者）

### ゲーム
2005年
- ツキヨニサラバ（ギターメン）

2006年
- ゼノサーガ エピソードIII［ツァラトゥストラはかく語りき］（兵士 他）

2008年
- 幻想水滸伝ティアクライス（ノムノ、メギオン、ワスタム）

2009年
- ジャック×ダクスター 〜エルフとイタチの大冒険〜（ダーク・ハードペック）
- メタルファイト ベイブレード 爆誕!サイバーペガシス（イージス）
- ペンギンの問題X 天空の7戦士（力星のベッカム、まかいのてさきC）

2010年
- アサシン クリード ブラザーフッド
- キングダム 一騎闘千の剣
- ケシカスくん バトルカスティバル
- .hack//Link（薄明の放浪者、レギオン）
- 斬撃のREGINLEIV（南の村人〈男〉A、狂戦士B、巨神B）
- メタルファイト ベイブレード ポータブル 超絶転生！ バルカンホルセウス / 頂上決戦！ビッグバン・ブレーダーズ（不良ブレーダー） - 2作品

2011年
- アサシン クリード リベレーション
- 第2次スーパーロボット大戦Z 破界篇 / 再世篇（2011年 - 2012年、人革連兵、獣人、カタロンリーダー） - 2作品
- トレジャーリポート 機械じかけの遺産（アンドレ）

2012年
- 第2次スーパーロボット大戦OG

2013年
- シャイニング・フォース クロスエクレシア ゼニス（ボイス3〈リーダー〉）

2014年
- スーパーロボット大戦OG ダークプリズン

2015年
- 地球防衛軍 4.1 THE SHADOW OF NEW DESPAIR（特戦歩兵隊兵士B）　

2016年
- コール オブ デューティ インフィニット・ウォーフェア（ニック・レイエス）
- ソウルリバース ゼロ（オデュッセウス、アガメムノン、陸遜）
- ベルセルク無双（伯爵）

2017年
- 巨影都市（小田哲哉）
- League of Angels II - リーグオブエンジェルズ2（アイオン、オースティン、泰山）
- クイズRPG 魔法使いと黒猫のウィズ（2017年 - 2020年、マッサ・デカント、ザ・マター、オジー、おいも長老、ライヴァン・ライニュー）

2018年
- 月煌－Luster－（剛戦士）

2019年
- 北斗の拳 LEGENDS ReVIVE（ジャッカル、ライガ）
- SAMURAI SPIRITS（王虎） - DLC追加キャラクター

2021年
- Marvel's Avengers（ティ・チャラ / ブラックパンサー） - DLC追加キャラクター

2023年
- 信長の野望 覇道（最上義光、斎藤朝信 他）※公式生放送でも出演

### ドラマCD
- SKET DANCE（ナレーション）
- 絶対可憐チルドレン（兵士D）
- タナトスの双子1917（ボリス、ラジオノフ伯爵）
- 天元突破グレンラガン（大場林望〈バリンボー〉）※DVD特典
- ドージンワーク（コミックフェスティバルの客）※4巻限定版特典
- バッカーノ! ドラマCD（もぎりの親爺）
- WORK in ワーキン（演出家）

### 音楽CD
- SKET DANCE キャラクターソングアルバム（小田倉）

### 吹き替え

#### 映画
- アイアンマン
- アデル/ファラオと復活の秘薬
- 俺たちサボテン・アミーゴ（マヌエル）
- ガリバー旅行記（男1）
- キャンプ・ロック2 ファイナル・ジャム
- サブウェイ123 激突（ステイリー〈ジェイソン・バトラー・ハーナー〉）
- 推理作家ポー 最期の5日間（カントレル〈オリヴァー・ジャクソン＝コーエン〉）
- スピーシーズX 美しき寄生獣（ショーン）
- タイタンの戦い
- チェ・ゲバラ&カストロ（アレハンドロ）
- 沈黙の逆襲（ホルヘ〈トマス・サンチェス〉）
- デイブレイカー
- ビッグ・バグズ・パニック（ロジャー〈ブリュ・ミュラー〉）
- プロジェクトA ※WOWOW版
- ファイアー・アンド・ソード
- 抱擁のかけら
- マイネーム・イズ・ハーン（暗殺者）
- マッスルモンク（メガネ）
- ミッシング・タワー（フィル〈パトリック・ジョン・フリューガー〉）
- 40男のバージンロード
- 42 〜世界を変えた男〜（ハロルド・パレット〈T・R・ナイト〉）
- RED/レッド

#### ドラマ
- iCarly
- 赤と黒（ジュソン）
- アンフォゲッタブル 完全記憶捜査
- 倚天屠龍記（栄青書、鄧七滅、ウワンアプ、韓千葉）
- インテリジェンス（ネルソン・キャシディ）
- NCIS:LA 〜極秘潜入捜査班（チャールズ・レッドマン）
- カイルXY
- 仮面ライダードラゴンナイト（修理工、ポール）
- 華麗なるペテン師たち4
- キャッスル 〜ミステリー作家は事件がお好き（ハヴィエル・エスポジート〈ジョン・ウエルタス〉）
- キャンプ・ロック2 ファイナル・ジャム
- REIGN/クイーン・メアリー（トマス・キャンベル卿〈スティーブン・トレイシー〉）
- コールドケース6
- THE KILLING/キリング
- スーパーナチュラル ※異なる役でレギュラー
- ナイトメア〜血塗られた秘密〜
- 反撃のレスキュー・ミッション
- マスケティアーズ/三銃士（ディディ）
- マダム・マロリーと魔法のスパイス
- ミディアム5 霊能者アリソン・デュボア
- 恋愛マニュアル〜まだ結婚したい女（ユン・サンウ〈イ・ピルモ〉）
- 私はラブ・リーガル2
- 陳情令（金子勳）

#### アニメ
- ガーフィールド・ザ・ヒーロー 3D（オーディ〈クレッグ・バーガー〉）
- 最強武将伝 三国演義（2010年 - 2011年、胡車児、薫承、劉岱、孟担、胡班、高覧、周倉、陸績、蔡瑁、蔡中、牛金、呂範、侯選、潘璋、偽姜維、鄧忠 他）
- きかんしゃトーマス とびだせ!友情の大冒険（2018年、メインランドのディーゼル機関車、ウーリ）
- きかんしゃトーマス（2022年 - クランキー、いたずら貨車・赤）
  - きかんしゃトーマス めざせ!夢のチャンピオンカップ（2023年、クランキー）
  - きかんしゃトーマス ぼくのたいせつなともだち（2025年、クランキー、いたずら貨車・赤）
- ジャッキー・チェン・アドベンチャー（バスドライバー）
- 戦場でワルツを（ロニー・ダヤグ〈本人役〉）
- レゴモンキーキッド（2021年、ストロング）

### 特撮
- 海賊戦隊ゴーカイジャー（2011年、親衛隊ドゴーミンの声）
- 手裏剣戦隊ニンニンジャー（2015年、妖怪ツチグモの声[18]）

### ボイスオーバー
- NHKスペシャル（NHK総合）
  - 新・映像の世紀 第4集「世界は秘密と嘘に覆われた」（2016年） - ウィンストン・チャーチルの声
- コズミックフロント☆NEXT（NHK-BSプレミアム）
  - 「宇宙人からのメッセージを捉えることができるのか?」（2017年）
- 日立 世界ふしぎ発見!（TBS）
- BS世界のドキュメンタリー（NHK-BS1）
- Journeys in Japan「鯖江 ものづくりの誇り」（2016年、NHK-BS1） - ビル・サリバンの声
- 本当にあった幸せ物語「私の足をめぐる世にも奇妙な話」（2016年、NHK-BS1）
- ミッションX

### テレビ番組
- ニャンちゅうワールド放送局（謎のトーテムポール）

### オーディオブック
- リーダーズ・セレクション「MAKERS」（ナレーション）
- リーダーズ・セレクション「フリー」（ナレーション）
- 夜ごと死の匂いが（ナレーション）
- 芸人ディスティネーション 第1巻（私屋正道[19]）
- 芸人ディスティネーション 第2巻（湖西毅[20]）
- 魔法医師の診療記録（朗読、キュルヴァル教区長[21]）
- コワモテの巨人くんはフラグだけはたてるんです。（不々動源治 ほか[22]）
- きゃくほんかのセリフ!（辻骨黒道 ほか[23]）

### 舞台
- Vprojectホリーホック
  - リーディングライブ「Flowers」（2013年9月10日 - 9月12日）
  - 第2回リーディング公演「愛と奇跡の物語」（2017年7月14日 - 16日） - 声の出演
- ことだま屋本舗EXステージvol.2『戦国新撰組』（2017年6月25日） - 柴田勝家 役
- ことだま屋本舗EXステージvol.4（2018年6月24日）
  - 『戦国新撰組-結-』 - 柴田勝家 役
  - 『さんばか』 - 蔦屋重三郎 役
- ことだま屋本舗EXステージvol.7「ことだま屋×Z4」『闇狩人Δ』（2019年5月2日 - 6日） - 室井星児 役

### その他コンテンツ
- 政府インターネットテレビ（木彫りの熊、親子ダルマ）

### シリーズ一覧
1. ↑  第1期（2008年）、第2期『真・恋姫†無双』（2009年）、第3期『真・恋姫†無双 〜乙女大乱〜』（2010年）
2. ↑  第4シリーズ（2008年）、第5シリーズ（2009年）
3. ↑  第1シーズン（2009年）、第2シーズン『爆』（2010年）
4. ↑  第1シーズン（2012年 - 2013年）、第2シーズン『ガチ』（2013年）
5. ↑  第1期（2014年 - 2015年）、第2期『100』（2015年）
6. ↑  第1期（2016年）、第2期『2』（2017年）、第3期『3』（2024年）
7. ↑  第1期（2018年）、第2期（2018年）
8. ↑  第1クール（2021年）、第2クール（2022年）